# Игрушка (деревня)
Игрушка — исчезнувшая деревня в Болотнинском районе Новосибирской области. На момент упразднения входила в состав Байкальского сельсовета. Исключена из учётных данных в 1977 году.

## География
Располагалась в лесном массиве так называемой Чебулинской лесной дачи, на правом берегу реки Тула, в 10 км к северо-западу от деревни Байкал.

## История
Решением Новосибирского облисполкома от 01.12.1977 г. № 799 деревня исключена из учётных данных в связи с выездом населения.